# 桐谷華
桐谷 華（きりたに はな）は、日本の女性声優。主にアダルトゲームに声をあてている。

## 人物
小学生の頃、クラスで演じた芝居で先生に演技をほめられ、それが嬉しくて芝居をやろうと考えた。ちょうどその頃見ていたアニメの『美少女戦士セーラームーン』から、声で芝居をする仕事を知り、声優を目指すことに決めた。家が貧乏だったため、上京する時も実家には全く頼らず、最初の4年間は普通のOLをして貯金して養成所に入った。
芸名は、名字の「桐谷」は自身が好きな俳優の桐谷健太から名付けた。「華」は最初はひらがなにしようと思ったが、名字に合わせて漢字の方が綺麗だと思い、和風のイメージを出したかったこともあり漢字に決めた。
控え目・おとなし目の役や、冷静に突っ込む委員長役などを演じることが多いが、自身が演じやすいのは天真爛漫な子どもっぽい役だという。
エビ好きである。

## 出演作品
太字は主役・メインキャラクター

### ゲーム

#### 2010年
- アザナエル（権堂 朝美）
- るいは智を呼ぶファンディスク-明日のむこうに視える風-

#### 2011年
- 穢翼のユースティア（ラヴィリア）[4]
- キミとボクとエデンの林檎（花鏡院 琴音）[5]
- 太陽のプロミア（ミルサントの人々）
- 時を奏でる円舞曲（トーマス）
- HOTEL.（カリス）[6]
- 恋愛0キロメートル（矢崎 夕空）[7]
- 春季限定ポコ・ア・ポコ!（野々宮 藍）[8]
- 彼女は高天に祈らない-quantum girlfriend-（久延 りつか） [9]

#### 2012年
- はつゆきさくら（あずま 夜）[10]
- 死神のテスタメント 〜Menuet of Epistula〜（ナイン）[11]
- 乙女が紡ぐ恋のキャンバス（深山 瑞希、瑞木 信）[12]
- 英雄*戦姫（パーシヴァル）[13]
- 氷華の舞う空に（澪）[14]
- PersonA〜オペラ座の怪人〜（エレーヌ）[15]
- 太陽のプロミア Flowering Days（ミルサントの人々）
- 1/2 summer（詩代 叶）[16]
- アオリオ（松沢 由佳）[17]
- カラフル☆きゅあー（桜宮 乃々花）[18]
- イモウトノカタチ
- JOKER - 死線の果ての道化師 -(桧森 皐月)
- 終わる世界とバースデイ（藤白 柊）[19]
- -atled-everlasting song（榴ケ岡 初子）[20]
- 中の人などいない!（神城 優香）[21]
- SINCLIENT（初鹿野 雫）[22]
- 竜翼のメロディア -Diva with the blessed dragonol-（クロエ・メルトラム）[23]
- かみデレ（ゆき／因幡の白兎）[24]
- 辻堂さんの純愛ロード（田中 花子）[25]
- ハッピーエンドトリガー（結城 凛）[26]
- 流星のアーカディア(島津 紅緒)[27]
- 乙女が紡ぐ恋のキャンバス 〜二人のギャラリー〜（深山 瑞希、瑞木 信）
- あえて無視するキミとの未来 〜Relay broadcast〜（真鍋 計）[28]
- Justy×Nasty 〜魔王はじめました〜（小野瀬 真奈）[29]

#### 2013年
- 大図書館の羊飼い（小太刀 凪）[30]
- 夏の終わりのニルヴァーナ（ノノ）
- プリズム◇リコレクション!（アイナ・アシュウィン）[31]
- LOVESICK PUPPIES（保科 有希）[32]
- 僕らの頭上に星空は廻る（杉原 加乃）
- ミライセカイのプラネッタ（なゆた）[33]
- こなかな2 〜Konatayori Kanatamade II〜（常盤 千香）[34]
- ラブらブライド（結城 奈緒）[35]
- お嬢様はご機嫌ナナメ（七枷 七波）[36]
- ChuSingura46+1 -忠臣蔵46+1-（堀部 安兵衛）[37]
- らぶおぶ 恋愛皇帝 of LOVE!（鳳 エリカ）[38]
- Berry's（佐藤 春姫）[39]
- 君と彼女と彼女の恋。（ハル）[40]
- 天色*アイルノーツ（真咲・ガイヤール）[41]
- みずカノ!〜水着の彼女とHしよっ〜（桃谷 まりも）[42]
- ギャングスタ・リパブリカ（シャールカ・グロスマノヴァ）[43]
- 辻堂さんのバージンロード（田中 花子）[44]
- ノブレスオブルージュ（大日向 ルイ、ねこにゃん）[45]
- ひめごとユニオン（三芳野 小春）
- うそつき王子と悩めるお姫さま -PRINCESS SYNDROME-（有須 星子）[46]
- ものべの -happy end-（えみ）[47]
- 家族計画 Re：紡ぐ糸（高屋敷 準）
- HHG 女神の終焉（奇稲田 撫子）[48]
- 桜舞う乙女のロンド（双葉 沙那子）
- さくらさくらFESTIVAL!（近石 瞳、川居 里見）
- 戦国†恋姫〜乙女絢爛☆戦国絵巻〜（細川 幽 藤孝）[49]
- Timepiece Ensemble（月夜野 ちあら）[50]

#### 2014年
- Clover Day's（鷹倉 杏鈴）[51]
- 終わる世界と双子座のパラダイス（藤白 柊）[52]
- 大図書館の羊飼い -Dreaming Sheep-（小太刀 凪）[53]
- ALIA's CARNIVAL!（逢坂 明日葉）
- 空飛ぶ羊と真夏の花（黒羊 藍）
- Golden Marriage（丹下 桃、丹下 梅）
- 天秤のLa DEA。 戦女神MEMORIA（リンシャ・カーニラン）
- 恋がさくころ桜どき（月嶋 花子）[54]
- セミラミスの天秤（神尾 愛生）[55]
- アストラエアの白き永遠（夕凪 一夏）[56]
- ギャングスタ･アルカディア 〜ヒッパルコスの天使〜（シャールカ・グロスマノヴァ）[57]
- 星織ユメミライ（逢坂 そら）[58]
- メルトピア（吉備 桃子）[59]
- 蒼撃のイェーガー（小栗 千鶴）[60]
- ひめごとユニオン もーっとH! 〜巻ノ三 三芳野小春の幼な妻日記〜（三芳野 小春）[61]
- 迷える2人とセカイのすべて（結城 鈴蘭）[62]
- 乙女が奏でる恋のアリア（雪代 ことり）[63]
- ChuSingura 46+1 -忠臣蔵 46+1- 武士の鼓動（A samurai's beat）（堀部 安兵衛）[64]
- 月に寄りそう乙女の作法2（ジャスティーヌ・アメリ・ラグランジェ）[65]
- ハロー・レディ!（御門 瑠璃）

#### 2015年
- サノバウィッチ（綾地 寧々）[66]
- ひめごとユニオン Last Secret（三芳野 小春）[67]
- Golden Marriage -Jewel Days-（丹下 桃、丹下 梅）
- ALIA's CARNIVAL! Flowering Sky（逢坂 明日葉）[68]
- 乙女が奏でる恋のアリア 君に捧げるアンコール（雪代 ことり）[69]

#### 2016年
- ノラと皇女と野良猫ハート（明日原 ユウキ）[70]
- まいてつ（ハチロク）[71]
- 乙女が彩る恋のエッセンス（深山 瑞希）[72]
- 戦国†恋姫X〜乙女絢爛☆戦国絵巻〜（細川 幽 藤孝）[73]
- ALIA's CARNIVAL! Wパッケージ（逢坂 明日葉）[74]
- 千の刃濤、桃花染の皇姫（椎葉 千波矢）

#### 2017年
- ノラと皇女と野良猫ハート2（明日原 ユウキ）[75]
- みなとカーニバルFD（田中 花子）

#### 2018年
- ハロー・レディ! -Superior Entelecheia-（御門 瑠璃）

#### 2019年
- 千の刃濤、桃花染の皇姫 -花あかり-（椎葉 千波矢）[76]
- シャイニー・シスターズ 〜女装主人公アイドルプロジェクト〜（深山 瑞希[77]、双葉 沙那子、雪代 ことり）

#### 2020年
- まいてつ Last Run!!（ハチロク）[78]

#### 2021年
- ノラと皇女と野良猫ハート ネコのお考え100連発!!（明日原 ユウキ）
- 星織ユメミライ Perfect Edition（逢坂 そら）
- クロガネ回姫譚 -絢爛華麗-（川島 すず）

#### 2022年
- 戦国†恋姫EX弐〜鬼の国、越前編〜（細川 幽 藤孝）

#### 2024年
- アストラエアの白き永遠 FHD Re:Eternity（夕凪 一夏）

### コンシューマーゲーム
- 屋根裏の彼女（常盤 千香）[79]
- 家族計画 Re:紡ぐ糸（高屋敷 準）
- クロガネ回姫譚-閃夜一夜-（川島 すず）[80]
- Justy×Nasty 〜魔王はじめました〜（小野瀬 真奈）[81]
- ALIA's CARNIVAL サクラメント（逢坂 明日葉）[82]
- ハロー・レディ! -Superior Dynamis-（御門 瑠璃）

### オンラインゲーム
- 戦姫インペリアル from 英雄*戦姫（パーシヴァル）[83]
- 英雄*戦姫ＷＷ（パーシヴァル）

### CD
- ドラマCD はつゆきさくら
  - 〜ゴーストトラベル〜（あずま 夜）[84]
  - 第2巻 〜ゴーストウォー〜（あずま 夜、ナイトメア）[84]
- 春季限定ポコ・ア・ポコ！ ドラマCD「春はあなたのすぐ側に！」（野々宮 藍）
- あえて無視するキミとの未来 ドラマCD「キミとの未来は輝いて！」（真鍋 計）
- 妹ラヂオ独立版 〜風雲妹群雄割拠ハニカム編〜（野々宮 藍）
- 妹ラヂオ本家!? やーやーやー！トゥルーシスターがやってくる！（鷹倉 杏鈴）
- ラブらブライド ドラマCD（結城 奈緒）
- 大図書館の羊飼い ドラマCD（小太刀 凪）
- ChuSingura 46+1 -忠臣蔵 46+1- 武士の鼓動 キャストコメント（堀部 安兵衛、桐谷 華）
- プリズム◇リコレクション！☆☆☆ラジオVol.1 - 2
- ラジオCD 「ほめられてのびるらじおZ」 Vol.4（特別ゲスト）[85]
- お嬢様はご機嫌ナナメ ドラマCD 「七波お嬢様が25分間ひたすら『まっじで！』と言ってるのを、ただただ聞かされるだけのドラマCD」（七枷 七波）
- 天色*アイルノーツ オリジナルドラマCD（真咲・ガイヤール）
- ひめごとユニオン ドラマCD「星見捕り物帳・天の巻」（三芳野 小春）
- サノバウィッチ（綾地 寧々）
  - お待たせ！デートCD
  - オリジナルドラマCD
  - オリジナルミニドラマ
- ノラと皇女と野良猫ハート 「明日原ユウキが歌う主題歌＆ネコのしつけボイス」（明日原 ユウキ）
- ノラと皇女と野良猫ハート2 「明日原ユウキ＆高田ノブチナ」主題歌＆ミニドラマ「ポジティブ10連発」（明日原 ユウキ）
- まいてつ ドラマCD（ハチロク）

### ボイスドラマ
- アオリオ ラジオ番組風ボイスドラマ「すぐ終わるラジオ」（パーソナリティ（御木本 更紗（桃井いちご）、松沢 由佳（桐谷華）））
- ものべの（えみ）
  - ものべの-happy end- ボイスドラマ えみ添い寝ボイスドラマ
  - ものべの-more smile- for Sumi ボイスドラマ えみのための子守唄
  - ものべの-more smile- for Sumi ボイスドラマ くじらぐるまであそんじゃおー
- まいてつ（ハチロク）
  - Q&A企画 独白ボイスドラマ形式
  - バージンロードレイルロオド
  - 大詔レトロハイカラガアル
  - 鉄道旅行は初めてですか?
  - 桜色の姫君
  - あなた好みの制服を
  - C95出展記念ボイスドラマ ハチロク編
- まいてつ Last Run!!（ハチロク）
  - 白無垢、添い寝、指切りげんまん
  - ゴシックロリヰタレイルロオド
  - ディーラーバニーハチロク
  - ハチロクオリヴィの背中流し
  - ゴムのボオトでのんびりと
  - 体験アフタースクール
  - 馬車鉄道で、ランデブウ
  - あなたと機関庫（くら）で、耳かきを

### インターネット番組
- プリズム◇リコレクション！☆☆☆ラジオ！（音泉：2012年12月21日 - 2013年3月29日、全14回）[86]
- 祝福の鐘の音は、桜色の風と共にラジオ　略して祝桜らじお 第6回 ゲスト（桐谷華、夏野こおり）
- インレ討ち入り生放送！ ゲスト（秋野花、桐谷華）
- うみおかける！大航海ラジオ 第42回 ゲスト

## ディスコグラフィ

### キャラクターソング
※太字は桐谷華の役名。
| 発売日   | タイトル                                                         | 歌 | 楽曲                                             | 備考                                        |
| 2013年   | 2013年                                                           | 2013年                                                                                                   | 2013年                                           | 2013年                                      |
| -------- | ---------------------------------------------------------------- | --- | ------------------------------------------------ | ------------------------------------------- |
| 5月31日  | 「天色*アイルノーツ」キャラクターソング Vol.4                    | 真咲・ガイヤール                                                                                         | 「大好きなんだ」                                 | PCゲーム『天色*アイルノーツ』関連曲         |
| 2014年   |                                                                  | |                                                  |                                             |
| 10月10日 | 「サノバウィッチ」キャラクターソング Vol.1                       | 綾地寧々                                                                                                 | 「sweet treasure」                               | PCゲーム『サノバウィッチ』関連曲            |
| 2016年   |                                                                  | |                                                  |                                             |
| 6月24日  | ノラと皇女と野良猫ハート Original Sound Track"Open Heart"        | パトリシア・オブ・エンド（小鳥居夕花）、黒木未知（遥そら）、夕莉シャチ（神代岬）、明日原ユウキ（桐谷華） | 「野良猫ハート」                                 | PCゲーム『ノラと皇女と野良猫ハート』主題歌  |
| 6月24日  | ノラと皇女と野良猫ハート Original Sound Track"Open Heart"        | 明日原ユウキ                                                                                             | 「野良猫ハート（明日原ユウキVer.）」             | PCゲーム『ノラと皇女と野良猫ハート』関連曲  |
| 2018年   |                                                                  | |                                                  |                                             |
| 1月26日  | ノラと皇女と野良猫ハート2 オリジナルサウンドトラック『OBLIVION』 | 明日原ユウキ（桐谷華）、高田ノブチナ（はちみつこ）                                                       | 「クライングハート-明日原ユウキ＆高田ノブチナ-」 | PCゲーム『ノラと皇女と野良猫ハート2』関連曲 |
| 9月28日  | 「まいてつ」キャラクターソング                                   | ハチロク                                                                                                 | 「スタアライトレイル」                           | PCゲーム『まいてつ』関連曲                  |
| 2019年   |                                                                  | |                                                  |                                             |
| 12月20日 | 「シャイニー・シスターズ」豪華版特典                             | シャイニー・シスターズ                                                                                   | 「Shinin' Stars!!」（ OPムービー - YouTube）     | PCゲーム『シャイニー・シスターズ』主題歌    |
| 2020年   |                                                                  | |                                                  |                                             |
| 3月27日  | 10th anniversary ensemble OP festival                            | シャイニー・シスターズ                                                                                   | 「Shinin' Stars!!」                              | PCゲーム『シャイニー・シスターズ』主題歌    |
| 10月30日 | まいてつ Last Run!! Vocal Complete Album                         | ハチロク                                                                                                 | 「レイル・ロマネスク」ハチロクver.               | PCゲーム『まいてつ』関連曲                  |

## 歌
- 竜翼のメロディア -Diva with the blessed dragonol- ED曲「Rainbow Circle」
- 大図書館の羊飼い 凪ED曲「みちて、ひいて」/ 歌 -小太刀 凪
- 天色*アイルノーツ ED曲「天色」/ 歌 -あまいろ*カルテット（シャーリィ・ウォリック（北見六花）、天霧夕音（登代田瀬良）、白鹿愛莉（夏野こおり）、真咲・ガイヤール（桐谷華））
- アストラエアの白き永遠 初回限定版封入特典 ASTRAL ARIA 収録 「アストラル アリア 〜しあわせな永遠へと〜」/ 歌 -桃園にな、小鳥居夕花、桐谷華、卯衣、鈴谷まや、桃山いおん
- ノラと皇女と野良猫ハート オープニング＆エンディング主題歌「野良猫ハート」/ 歌 - パトリシア・オブ・エンド（小鳥居夕花）、黒木未知（遥そら）、夕莉シャチ（神代岬）、明日原ユウキ（桐谷華）
- 17th ANNIVERSARY VOICES ALcot♪Character song ALbum「CloverHeart's」「CloverDay's」/ 歌 - 鷹倉杏鈴 (桐谷華)、鷹倉杏璃 (黒須桐子)

### ユニットメンバー
1. 1 2  月丘晶子（まきいづみ）、深山瑞希（桐谷華）、真原葵（歩河みぃな）、塚原いずみ（月野きいろ）、朝倉千弘（ひな葉月）、雨桜みさき（北見六花）、塔矢優紀（春乃いろは）